# Taggskapania
Taggskapania (Scapania aspera) är en levermossart som beskrevs av M. och H. Bern.. Taggskapania ingår i släktet skapanior, och familjen Scapaniaceae. Arten är reproducerande i Sverige.